# Julius Rimarski
Julius Rimarski (* 17. Mai 1849 in Bialla, Kreis Johannisburg; † 4. August 1935 in Sensburg) war ein deutscher Pfarrer in Ostpreußen.

## Leben

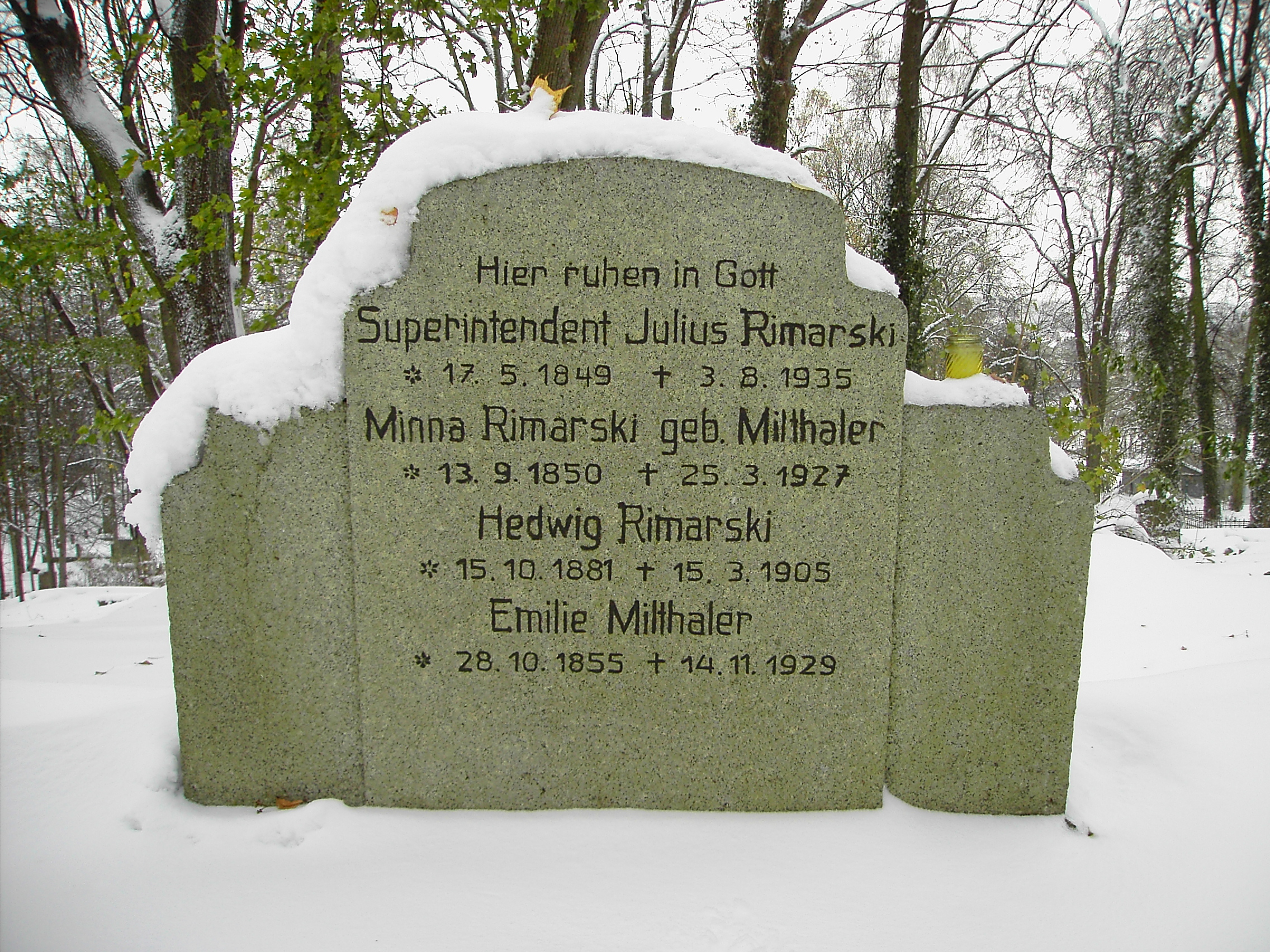
Familiengrab in Mrągowo

Julius Rimarski besuchte das  Königliche Gymnasium Lyck. Nach dem Abitur studierte er an der Albertus-Universität Königsberg Evangelische Theologie. Wie viele Schüler seiner Schule schloss er sich im Sommersemester 1869 dem Corps Masovia an. Von 1878 bis 1885 war er Pfarrer in  Stradaunen, das zu  Johannisburg kam. Seit 1887 Pfarrer in Liebemühl (polnisch Miłomłyn), wurde er 1895 Pfarrer und Superintendent an der Evangelischen Pfarrkirche in Sensburg (polnisch Mrągowo). Ab 1920 saß er in der Generalsynode der Kirche der Altpreußischen Union. 1925 wurde er  emeritiert.
Er war vermutlich verwandt mit Walther Rimarski.